# محمدامینوو
محمدامینوو (انگلیسی: Mukhametdaminovo) یک شهرک در شهرستان استرلیباشفسکی استان باشقیرستان کشور روسیه است.